# Susana Guerrero (futbolista)
Susana Guerrero Pontivero (Sevilla, 10 de mayo de 1980) es una exfutbolista española que jugaba en la posición de defensa. Con el Club Puebla fue una de las ganadoras de la liga española de futbol femenino en el año 2000. 

## Trayectoria
Guerrero jugó en el CF Puebla Extremadura, CE Sabadell, Levante UD y Atlético de Madrid en la Superliga española, y fue miembro de la selección femenina de fútbol de España.
| Temporada | Edad    | Equipo          |
| --------- | ------- | --------------- |
| 1999/2000 | 19 años | Puebla          |
| 2000/2001 | 20 años | Puebla          |
| 2001/2002 | 21 años | Puebla          |
| 2002/2003 | 22 años | Puebla          |
| 2003/2004 | 23 años | Sabadell        |
| 2004/2005 | 24 años | Levante         |
| 2005/2006 | 25 años | Levante         |
| 2006/2007 | 26 años | Levante         |
| 2007/2008 | 27 años | Atlético Madrid |
| 2008/2009 | 28 años | Atlético Madrid |

## Títulos
- 1 liga española (2000)